# Felice Rix-Ueno
Felice « Lizzie » Rix-Ueno (1893-1967) est une créatrice autrichienne de textiles, de papiers peints et d'artisanat. Elle a vécu au Japon et est devenue une figure influente de la scène artistique moderne japonaise.

## Études
Felice Rix naît à Vienne. Elle étudie à l'Université des arts appliqués de Vienne ; Josef Hoffmann est l'un de ses professeurs,.

## Carrière
Felice Rix travaille au Wiener Werkstätte. Là, elle conçoit des papiers peints et des textiles. Elle épouse l'architecte japonais Isaburo Ueno en 1925 ; il travaillait dans le cabinet d'architecture Hoffmann,. Ils déménagent au Japon. Elle enseigne à l'Université municipale des Arts de Kyoto après la Seconde Guerre mondiale. Elle participe à la réintroduction du japonisme au Japon.

## Collections publiques
Ses oeuvres sont conservées dans les collections du Cooper Hewitt, Smithsonian Design Museum, du Metropolitan Museum of Art, de l'Art Institute of Chicago, du Musée d'Art du comté de Los Angeles et du Musée d'art moderne de Kyoto,,,,. Le Musée national d'art moderne décrit son travail comme « une démonstration de la fusion des sensibilités de Vienne et de Kyoto ».